# Басси, Луиджи (кларнетист)
Не следует путать с оперным певцом моцартовской эпохи Луиджи Басси
Луи́джи Ба́сси (итал. Luigi Bassi; 1833, Кремона ― 1871, Милан) ― итальянский кларнетист и композитор. Известен как автор многочисленных фантазий на оперные темы для кларнета и фортепиано.

## Биография
О жизни Басси известно немного. В 1846―1853 он учился у Бенедетто Карулли в Миланской консерватории, в библиотеке которой до наших дней сохранились студенческие работы Басси по сольфеджио и сочинённая им небольшая ария для сопрано, датированная 1851 годом. Первое известное сольное выступление Басси состоялось в сентябре 1852 года на концерте в миланском театре «Санта Радегонда», где он исполнял пьесу Эрнесто Каваллини «Цветы для Россини». Об этом выступлении в газете «Gazzetta musicale di Milano» была написана статья, в которой автор отмечал, что для студента консерватории Басси обладает удивительным мастерством.
По окончании консерватории Басси продолжил карьеру сольного музыканта, а также играл в оркестрах различных оперных театров Милана, в том числе с 1853 ― в «Ла Скала», на месте уехавшего в Россию Каваллини, а также в театре Каркано (c 1853) и театре Каноббьяна (около 1861―1864). В 1864 вместе с оркестрантами из «Ла Скала» Басси исполнял Септет для струнных и духовых Бетховена. Среди музыкантов, высоко ценивших исполнительское мастерство Басси, был Ганс фон Бюлов.
Композиторское наследие Басси включает 27 сочинений для кларнета, из которых наиболее известны фантазии и вариации на темы из опер Верди, Беллини и Доницетти.